# ISO 3166-2:GE
ISO 3166-2:GE es un estándar ISO que establece los geocódigos de Georgia

## Códigos
| GE-AB | Abjasia                        |
| GE-AJ | Adjaria                        |
| GE-GU | Guria                          |
| GE-IM | Imereti                        |
| GE-KA | Kajeti                         |
| GE-KK | Kvemo Kartli                   |
| GE-MM | Mtskheta-Mtianeti              |
| GE-RL | Racha-Lechjumi y Kvemo Svaneti |
| GE-SJ | Samtsje-Javajeti               |
| GE-SK | Shida Kartli                   |
| GE-SZ | Samegrelo-Zemo Svaneti         |
| GE-TB | Tiflis                         |

| Repúblicas Autónomas           | Repúblicas Autónomas |
| ------------------------------ | -------------------- |
| Abjasia                        | GE-AB                |
| Ajaria                         | GE-AJ                |
| Ciudad                         |                      |
| Tiflis                         | GE-TB                |
| Regiones                       |                      |
| Guria                          | GE-GU                |
| Imereti                        | GE-IM                |
| Kajeti                         | GE-KA                |
| Kvemo Kartli                   | GE-KK                |
| Mtskheta-Mtianeti              | GE-MM                |
| Racha-Lechjumi y Kvemo Svaneti | GE-RL                |
| Samegrelo-Zemo Svaneti         | GE-SZ                |
| Samtsje-Javajeti               | GE-SJ                |
| Shida Kartli                   | GE-SK                |